# 羟基香茅醛
羟基香茅醛（英語：Hydroxycitronellal，或称为7-羟基-3）是分子式为C10H20O2的有机化合物，为香水中的芳香味的来源之一。